# الخلفية الأدبية
الخلفية الأدبية مفهوم يشير إلى الملابسات السياسية والفكرية، والاجتماعية والتاريخية لـظاهرة أو تيار أدبي. يقصد بالملابسات الظروف والأحداث، والأبعاد الخفية التي تكونت على إثرها الظاهرة الأدبية. وتشمل أيضا الرصيد الثقافي وخبرات القارئ والكاتب. وهي جزء من خلفيات متعددة للأعمال الأدبية، كالخلفية العلمية، والخلفية الفلسفية والجمالية.